# 承天府 (越南)
承天府（越南语：／）是越南阮朝时期的行政區劃單位，主要位於今順化市。前身是嘉隆帝設置的直隸廣德營，二戰後改設為承天省。

## 建置沿革
明命三年（1822年），阮朝明命帝將直隸廣德營改為承天府，管轄香茶縣、富榮縣、廣田縣三縣。明命四年（1823年），設置京城提督、承天府尹、府丞。
明命後期，明命帝進行行政區劃改革，將全國劃分為三十個省和承天府，承天府作為京畿之地保持獨立，不屬於任何省份。明命十六年（1835年），又增設香水縣、富祿縣和豐田縣三縣，形成一府六縣的長期局面。
建福元年（1884年），因避諱皇太妃阮氏香的名字，香水縣、香茶縣更名為春水縣、春茶縣。次年（1885年），復名香水縣、香茶縣。
越南法屬以後，法國人將承天府稱為“Province de Thua Thien”（承天省），所以在法屬時期，越南部分公文上亦將承天府稱為“承天省”。